# Peter Keller (Politiker, 1906)
Peter Keller (* 17. Oktober 1906 in Dieburg; † 1. November 1985) war ein deutscher Politiker (CDU) und ehemaliger Abgeordneter des Hessischen Landtags.
Peter Keller machte nach der Volksschule eine Lehre als Maschinenschlosser und arbeitete 1928 bis 1929 als Autoschlosser in New York. Bis 1933 war er Leiter des Christlichen Gewerkschaftskartells in Dieburg. Nach der Machtergreifung durch die Nationalsozialisten wurde er politisch verfolgt. Seine Ehefrau wurde im KZ Auschwitz ermordet. 1945 bis 1946 war er Angestellter in der Fragebogenabteilung bei der Militärregierung. Bis 1947 arbeitete er dann mit kurzen Unterbrechungen bei der Firma Opel, bevor er ab 1947 Leiter der Bezirksfürsorgestelle beim Landratsamt Dieburg war. Nach dem Zweiten Weltkrieg gehörte er zu den Gründern der CDU Hessen und war vom 5. Februar 1949 bis zum 30. November 1950 Mitglied des Hessischen Landtags.